# Rinat Safin
Rinat Ibragimovič Safin (in russo Риннат Ибрагимович Сафин?; Bolshiye Yaki, 29 agosto 1940 – Kiriši, 22 ottobre 2014) è stato un biatleta sovietico.

## Palmarès

### Olimpiadi invernali
- Oro a Sapporo 1972 nella staffetta 4x7,5 km.

### Mondiali
- Oro a Zakopane 1969 nella staffetta 4x7,5 km.
- Oro a Östersund 1970 nella staffetta 4x7,5 km.
- Oro a Hämeenlinna 1971 nella staffetta 4x7,5 km.
- Oro a Lake Placid 1973 nella staffetta 4x7,5 km.
- Argento a Altenberg 1967 nella staffetta 4x7,5 km.
- Argento a Zakopane 1969 nei 20 km individuali.